# Wereldkampioenschappen synchroonzwemmen 1998 – Duet vrouwen
Het duet vrouwen tijdens de wereldkampioenschappen synchroonzwemmen 1998 vond plaats in Perth, Australië.

## Uitslag
De eerste twaalf duetten, hier aangegeven met groen, gingen door naar de finale.
| Rang   | Naam                                         | Land                | Kwalificatie | Kwalificatie | Finale        | Finale        |
| Rang   | Naam                                         | Land                | Punten       | Rang         | Punten        | Rang          |
| ------ | -------------------------------------------- | ------------------- | ------------ | ------------ | ------------- | ------------- |
| Goud   | Olga Broesnikina Olga Sedakova               | Rusland             | 98,8990      | 1            | 99,0730       | 1             |
| Zilver | Miya Tachibana Miho Takeda                   | Japan               | 97,5840      | 2            | 98,0600       | 2             |
| Brons  | Virginie Dedieu Myriam Lignot                | Frankrijk           | 97,0190      | 3            | 97,3230       | 3             |
| 4      | Carrie Barton Elicia Marschall               | Verenigde Staten    | 95,7590      | 4            | 96,2370       | 4             |
| 5      | Kasia Kulesza Jacinthe Taillon               | Canada              | 95,5530      | 5            | 95,8990       | 5             |
| 6      | Li Min Long Yan                              | China               | 94,2770      | 6            | 94,6670       | 6             |
| 7      | Lilian Leal Érika Leal Ramírez               | Mexico              | 93,6600      | 8            | 94,2240       | 7             |
| 8      | Giada Ballan Serena Bianchi                  | Italië              | 93,8670      | 7            | 94,0390       | 8             |
| 9      | Jang Yoon-kyeong Yoo Na-mi                   | Zuid-Korea          | 92,8270      | 9            | 93,0870       | 9             |
| 10     | Rahel Hobi Madeleine Perk                    | Zwitserland         | 91,6670      | 10           | 91,7530       | 10            |
| 11     | Gemma Mengual Irina Rodriguez-Alvarez        | Spanje              | 91,0400      | 11           | 91,1700       | 11            |
| 12     | Iris Sentrop Bianca van der Velden           | Nederland           | 90,9800      | 12           | 89,9400       | 12            |
| 13     | Carolina Moraes Isabela Moraes               | Brazilië            | 90,9510      | 13           | Uitgeschakeld | Uitgeschakeld |
| 14     | Christina Thalassinidou Despoina Theodoridou | Griekenland         | 90,7570      | 14           | Uitgeschakeld | Uitgeschakeld |
| 15     | Hanna Martynjoek Iryna Roednytska            | Oekraïne            | 89,0840      | 15           | Uitgeschakeld | Uitgeschakeld |
| 16     | Soňa Bernardová Jana Rybářová                | Tsjechië            | 87,6630      | 16           | Uitgeschakeld | Uitgeschakeld |
| 17     | Irena Olevsky Naomi Young                    | Australië           | 87,6030      | 17           | Uitgeschakeld | Uitgeschakeld |
| 18     | Kenia Pérez Teresa Chang                     | Cuba                | 86,9670      | 18           | Uitgeschakeld | Uitgeschakeld |
| 19     | Katherine Hooper Adele Carlsen               | Verenigd Koninkrijk | 86,2700      | 19           | Uitgeschakeld | Uitgeschakeld |
| 20     | Natalja Sacharoek Anastasija Nadezjdina      | Wit-Rusland         | 85,4260      | 20           | Uitgeschakeld | Uitgeschakeld |
| 21     | Karolina Gustavsson Linda Örtengren          | Zweden              | 84,1170      | 21           | Uitgeschakeld | Uitgeschakeld |
| 22     | Lívia Allárová Lucia Allárová                | Slowakije           | 82,7870      | 22           | Uitgeschakeld | Uitgeschakeld |
| 23     | Alejandra Piñango Gabriela Piñango           | Venezuela           | 82,4670      | 23           | Uitgeschakeld | Uitgeschakeld |
| 24     | Aliya Karimova Kamila Daukayeva              | Kazachstan          | 81,6670      | 24           | Uitgeschakeld | Uitgeschakeld |
| 25     | Zsuzsanna Hámori Petra Marschalkó            | Hongarije           | 81,6660      | 25           | Uitgeschakeld | Uitgeschakeld |
| 26     | Catherine Archer Jaqueline Gonima            | Colombia            | 81,4560      | 26           | Uitgeschakeld | Uitgeschakeld |
| 27     | Jacquelyn Chan Jessie Wong                   | Maleisië            | 75,6630      | 27           | Uitgeschakeld | Uitgeschakeld |
| 28     | Judi-Ann van Niekerk Lauren Curtis           | Zuid-Afrika         | 74,6760      | 28           | Uitgeschakeld | Uitgeschakeld |
| 29     | Maryna Abrasjkina Olha Bistrova              | Oezbekistan         | 74,3170      | 29           | Uitgeschakeld | Uitgeschakeld |